# Oreskaband
Oreskaband (jap オレスカバンド, Oresukabando, Eigenschreibweise ORESKABAND) ist eine ausschließlich aus Frauen bestehende J-Ska-Band aus Sakai, Japan.

## Geschichte
Der Bandname bedeutet wörtlich übersetzt „Wir sind eine Ska-Band“. „Ore“ ist in der Regel eine äußerst maskuline und legere Art, „Ich“ auf Japanisch zu sagen und das Suffix „-Tachi“ wird normalerweise hinzugefügt, wenn bei Substantiven betont werden soll, dass sie im Plural formuliert sind.
Oreskaband wurde 2003 gegründet, als die Mitglieder auf der Mittelschule waren und noch in den örtlichen Clubs auftraten. Sie produzierten ihr erstes Album Penpal 2005 selbst und wurden 2006 von Sony Music unter Vertrag genommen. Zu diesem Zeitpunkt waren alle Mitglieder noch auf der High School.
Die Gruppe hat in Japan zwei Alben veröffentlicht; im Juli 2006 „Ore“ und im Mai 2007 „WAO!“. In den USA wurde 2007 außerdem das Album „Oreskaband“ veröffentlicht. Oreskaband tritt sowohl in den USA als auch in Japan auf. Zwei ihrer Songs wurden als Endings der japanischen Anime Naruto und Bleach verwendet.
Aufmerksamkeit der Medien erlangte die Band durch ihren Auftritt in einem Werbeclip des in Japan populären Snacks Pocky und der Verwendung ihres Songs Pinocchio als vierzehntes Ending-Theme des Anime Naruto. Im August 2006 trat die Band auf dem Fuji Rock Festival auf. Im März 2007 schlossen die Bandmitglieder die High School ab, tourten durch die USA und traten in Austin (Texas), Los Angeles und San Francisco auf. Im April 2007 wurde ihr Song Tsumasaki als elftes Ending für den Anime Bleach verwendet. Sie spielten im Juli 2007 auf der Anime Expo in Long Beach (Kalifornien), auf der Vans Warped Tour in Roseville (Kalifornien) und in Portland. Die Band hat im Film Lock and Roll Forever mitgewirkt.
In 2010 wurde das Album Color veröffentlicht. In 2016 verließ Saxophonistin Moriko die Band, um eine Familie zu gründen. Das nächste Album Oreskabands Slogan wurde mit der neuen Saxophonistin ADD aufgezeichnet und im selben Jahr veröffentlicht. Am Jahresende 2018 begann Saki eine Pause, um eine Karriere als Songwriter zu starten und seit Januar 2019 hat Trompeterin Hisae Ōtomari als Gast mit der Band gespielt. In Oktober 2019 trat das neue Mitglied CC als Keyboarderin der Band bei.

## Mitglieder
Die Besetzung besteht aus:
- iCas (2003–), Gitarre und Gesang
- Tomi (2003–), E-Bass und Gesang
- Hayami (2003–), Posaune und MC
- Tae (2003–), Schlagzeug
- ADD (2016–), Tenorsaxophon
- CC (2019–), Keyboard

Ehemalige Mitglieder:
- Saki (2003–2018), Trompete (Pause)
- Moriko (2003–2016), Tenorsaxophon und Keyboard

## Diskografie

### Alben
- Penpal (ペンパル) (Independent) (2005)
- Ore (俺) (2006)
- Wao!! (2007)
- What a Wonderful World! vol.1 (2008)
- What a Wonderful World! vol.2 (2009)
- Color (2010)
- Hot Number (2013)
- Best [2003–2014] (2014)
- Carry On! (Independent) (2014)
- Slogan (2016)
- Bohemia (2022)

### Singles
- Almond (アーモンド) (2006)
- Wasuremono / Chuck (忘れもの / チャック) (2007)
- Tsumasaki (爪先); 20 Tips/Tiptoe (2007)
- Jitensha (自転車); Bicycle (2010)
- Nexspot / ¡Fiebre! (2016)
- Groovin' Work Stylee (2017)
- Itokashi (イトオカシ) (2018)
- Egao no Manma (笑顔のまんま) (2019) (Begin Cover)
- I’ll Be There (2021)
- She (2021)
- Stormy (2022)
- Wonder Neighbor (2022)
- Wacha (2023)
- Rollin’ Rollin’ (2023)